# District d'Étampes
Le district d’Étampes est une ancienne division administrative française du département de Seine-et-Oise qui exista de 1790 à 1795.

## Composition
Il était composé des cantons d'Étampes, Angerville, Chamarande, La Ferté-Aleps, Maisse, Milly et Saclas.